# Hornavan
Hornavan ([huːrnaːvan]) és un llac situat al nord de Suècia. Pertanyent al Municipi d'Arjeplog, a la província de la Lapònia Sueca i al Comtat de Norrbotten, és el llac més profund de Suècia.

## Geografia
Es troba als Alps Escandinaus, a una alçada de 425 metres. La ciutat d'Arjeplog es troba en la seva riba sud-occidental. El llac s'estén 70 quilòmetres al nord-oest des d'Arjeplog fins a la ciutat de Jäckvik, contenint al voltant de 400 illots, molts dels quals tenen una flora i fauna distintiva. La investigació sobre l'ecosistema comparable a illes més grans amb petits illots a Hornavan i Uddjaur són populars pel seu entorn no contaminat, i han donat bons resultats. Un estudi internacional es va publicar a Nature titulat Effects of species and functional group loss on island ecosystem properties (Efectes de les pèrdues d'espècies i grups funcionals en propietats de l'ecosistema de l'illa).
En el seu extrem meridional, el llac s'uneix amb el llac Uddjaure.
La superfície és d'entre 220 i 283 km², però algunes fonts donen com a constant 251 km²; de qualsevol manera, és el vuitè llac en grandària del país. Amb una profunditat màxima de 221 metres també és el més profund.
El llac ha estat utilitzat per a energia hidroelèctrica. Tots els llacs al municipi d'Arjeplog tenen aigua potable.

## Pesca
Pel que fa a la vida animal, té cinc espècies autòctones de peix blanc: Coregonus pallasii, Coregonus megalops, Coregonus maxillaris, Coregonus nelssonii i Coregonus widegreni (aquest últim conegut sota el nom de Valaam), amb una sisena, Coregonus maraena, introduïda als anys quaranta.
Les captures de pesca esportiva més conegudes són, d'altra banda, les truites, que es realitzen millor al curricà.